# Кришнанагар
Кришнана́гар (англ. Krishnanagar) — город в индийском штате Западная Бенгалия. Административный центр округа Надия. Расположен в 100 км к северу от Калькутты, на берегу реки Джаланги. Средняя высота над уровнем моря — 14 метров. По данным всеиндийской переписи 2001 года, в городе проживало 139 070 человек.